# Product of Poland 100%
Product of Poland 100% – pierwszy album studyjny zespołu muzycznego Monopol, wydany 9 listopada 2009, przez Sony Music Entertainment Poland. Płyta była promowana singlami „Zodiak na melanżu” i „Lans”.

## Lista utworów
1. „Zodiak na melanżu” – 3:33
2. „Frik” – 2:53
3. „Lans” – 3:38
4. „Miłość jednego semestru” – 3:55
5. „Nie ma stop” – 3:16
6. „UF” – 2:53
7. „Królowie nocy” – 3:32
8. „Fabryka hitów” – 3:01
9. „Świr” – 3:06
10. „Jędker” – 3:52
11. „Przetrwamy” – 3:41
12. „Miłość i nienawiść” – 3:07
13. „Chłopcy” – 3:20